# Casamento entre pessoas do mesmo sexo na Argentina
O casamento entre pessoas do mesmo sexo na Argentina é permitido desde 15 de julho de 2010. Assim, o país se tornou o primeiro da América Latina a reconhecer esse direito em todo o seu território. Ele também foi o décimo país a legalizar este tipo de casamento em todo o mundo.
O debate sobre a legislação que autoriza o casamento entre pessoas do mesmo sexo na Argentina, começou a partir da campanha nacional pela igualdade legal, lançada pela Federação Argentina de Lésbicas, Gays, Bissexuais e Trans, sob o lema "Os mesmos direitos, com os mesmos nomes". Ele destaca que na Argentina, o termo é usado para se referir a igualdade no casamento para o código civil, porque foi entendido na sociedade de que era a busca da igualdade entre os seus habitantes. Foi a partir daqui na década de 2010, onde também começou a ser frequentemente usado o termo para se referir à igualdade no casamento em outros países onde discutiram ou estavam em discussão, como Uruguai, Colômbia, Chile e Brasil, o uso da expressão para se referir ao casamento homoafetivo.